# Boppard (Schiff)
Die Boppard ist ein Tagesausflugschiff der niederländischen Reederei Graaf van Bylant BV, das seit 2004 in der Charter der Köln-Düsseldorfer im Plandienst auf dem Mittelrhein zwischen Mainz und Koblenz eingesetzt wird.

## Geschichte

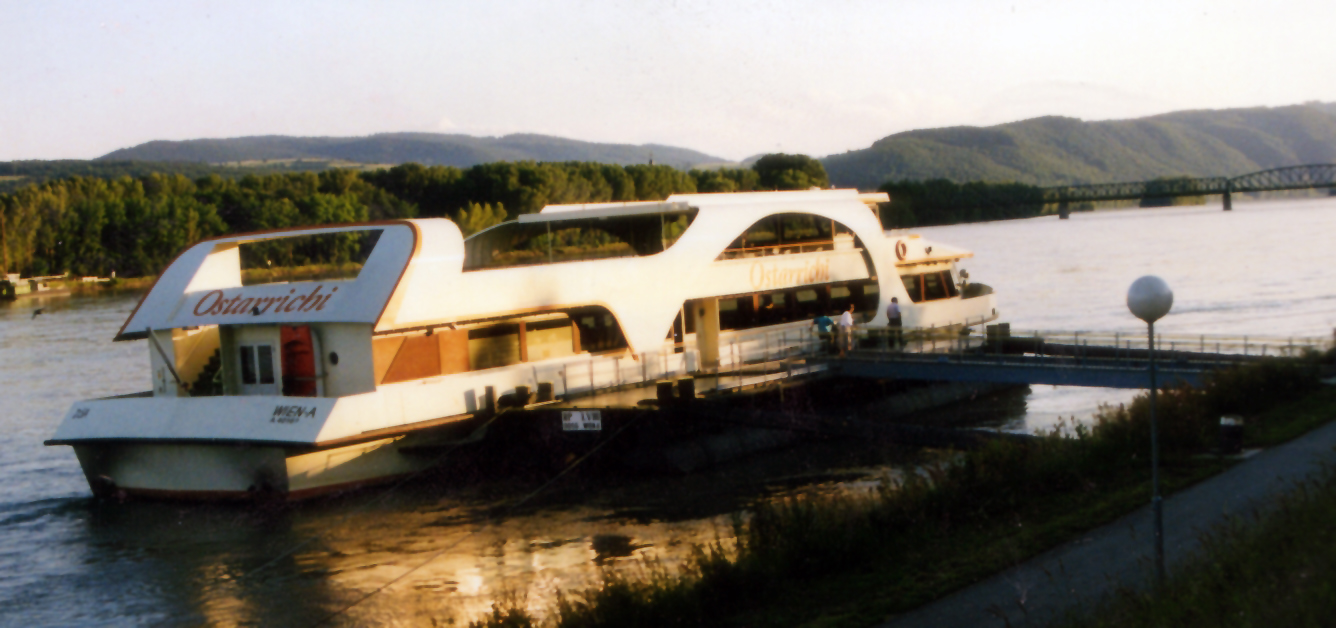
Die Ostarrichi in Krems an der Donau

Das Schiff wurde 1996 von der Linzer Schiffswerft in Österreich für die Donauschifffahrt Ardagger gebaut und aus Anlass des tausendjährigen Bestehens von Österreich auf den Namen der urkundlichen Ersterwähnung Ostarrichi  getauft. Zwischen 1996 und 2001 setzte der Eigner das champagnerfarbene Ausflugsschiff im Liniendienst auf der Donau zwischen Linz und Krems beziehungsweise Wien ein.
Infolge mangelnder Auslastung verkaufte der Reeder das Schiff 2001 aus wirtschaftlichen Gründen an die niederländische Redirij Witjes in Tolkamer (NL). Zur Überführung des Schiffes musste der Steuerstand und andere Aufbauten demontiert werden, da dies zur Unterfahrung der niedrigen Brücken des Rhein-Main-Donau-Kanals nötig war. Der neue Besitzer benannte die Ostarrichi  in Graaf van Bylant IV um. Das Schiff lag anschließend von 2001 und 2004 ohne belegbare Einsätze auf dem Rhein bei Lobith in der Gemeinde Rijnwaarden  vor Anker. Am 26. Mai 2004 schloss die Reederei einen siebenjährigen Chartervertrag mit der Köln-Düsseldorfer Deutsche Rheinschiffahrt AG, die Ersatz für die beiden älteren nicht mehr wirtschaftlich zu betreibenden Schiffe Berlin und Wappen von Mainz im Plandienst auf der Mittelrheinstrecke benötigte. Das Schiff wurde weiß umlackiert und anlässlich des neuen Einsatzgebietes in Boppard umbenannt.

## Weblinks

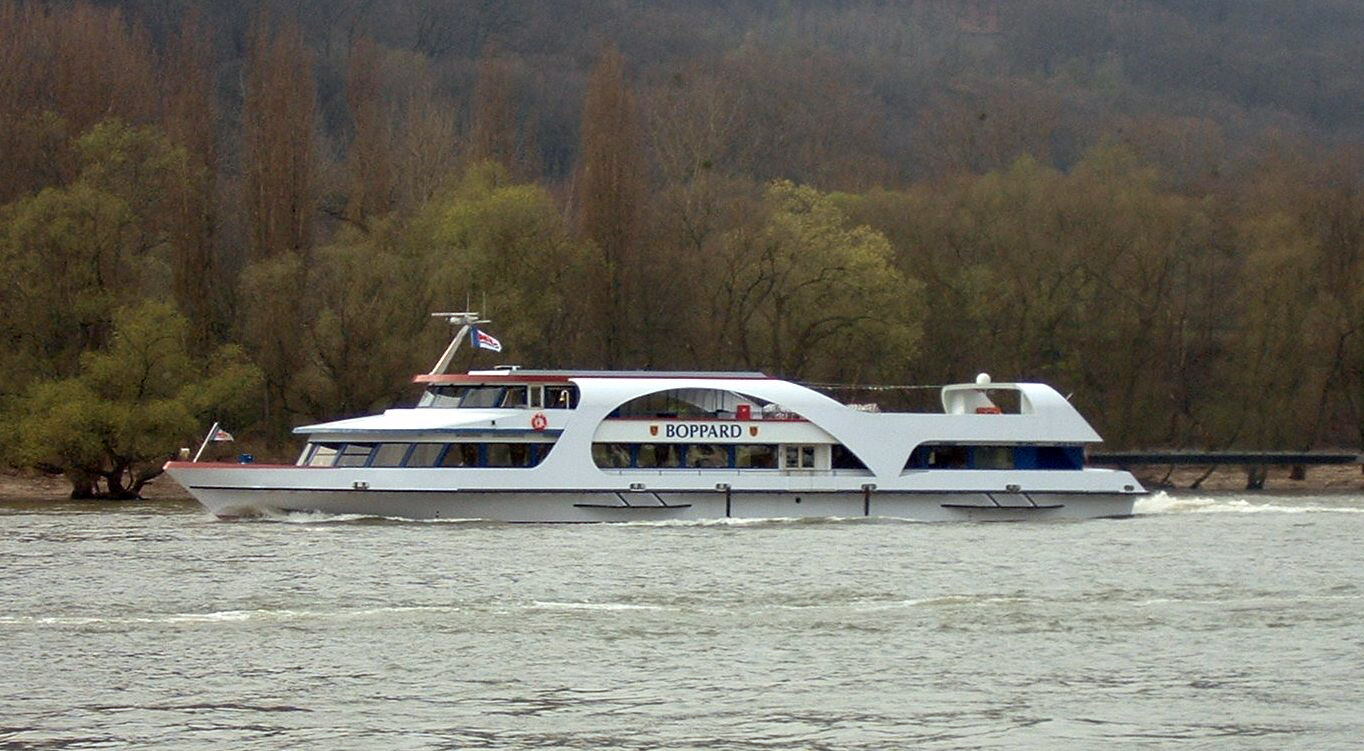
Die Boppard bei Leutesdorf

## Ausstattung und Technik
Die Boppard ist ein Zweideck-Fahrgastschiff mit einem Salon im geschlossenen Hauptdeck. Die Nutzfläche des Schiffes beträgt zirka 360 m², die Deckenhöhe 2,20 m. Bei Normalbestuhlung finden im vorderen Hauptdeck 220 und in dem mit einer Bar ausgestatteten hinteren Hauptdeck 33 Fahrgäste Platz. Das gesamte Hauptdeck ist mit einer Klimaanlage ausgestattet. Das Freideck ist für bis zu 200 Personen ausgelegt. Die maximale Passagierkapazität ist auf 400 Fahrgäste begrenzt.
Das Schiff wird von zwei Dieselmotoren à 310 kW von Scania-Vabis über zwei Propeller angetrieben, zusätzlich verfügt die Boppard über ein Bugstrahlruder.